# Еггермюлен
Еггермюлен (нім. Eggermühlen) — громада в Німеччині, розташована в землі Нижня Саксонія. Входить до складу району Оснабрюк. Складова частина об'єднання громад Берзенбрюк.
Площа — 27,41 км2. Населення становить 1782 ос. (станом на 31 грудня 2021).

## Галерея

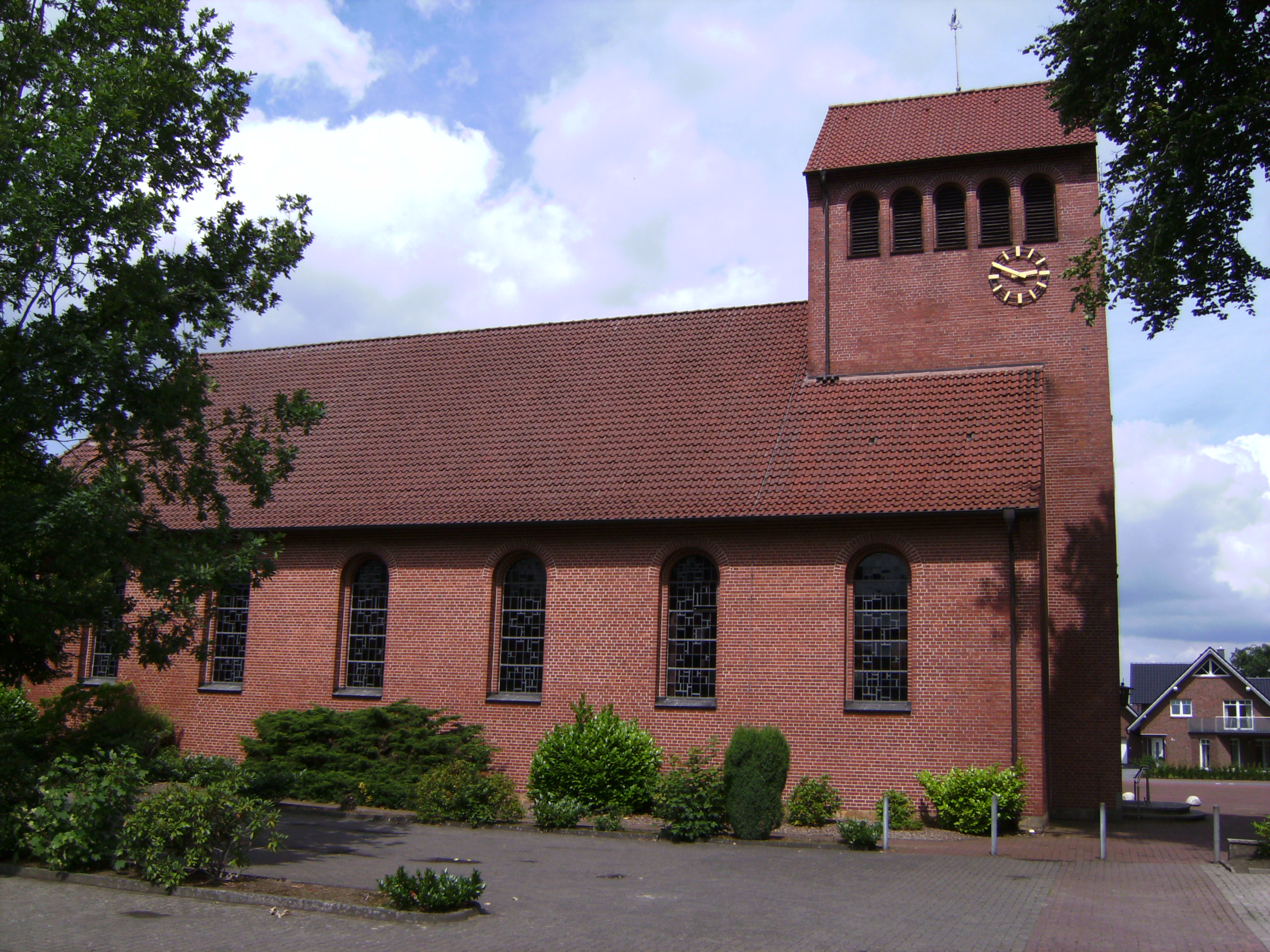